# Akhurik
Akhurik (in armeno Ախուրիկ?) è un comune di 1 236 abitanti (2010) della provincia di Shirak in Armenia.
La regione è vicina al confine tra Armenia e Turchia. Il confine è stato chiuso dalla Turchia nel 1993.